# 상놈탈출기
《상놈탈출기》는 MBC에서 2013년 10월 31일에 방영한 드라마 페스티벌 시즌 1의 다섯 번째 작품이다.

## 등장 인물

### 주요 인물
- 박기웅 : 이호연 역
- 서동원 : 점백이 역
- 김용건 : 영의정 역
- 이엘 : 월향 역
- 김형범 : 인신매매 두독 역

### 그 외 인물
- 조현도
- 여지 : 부용 역
- 김용건